# Floare de mină

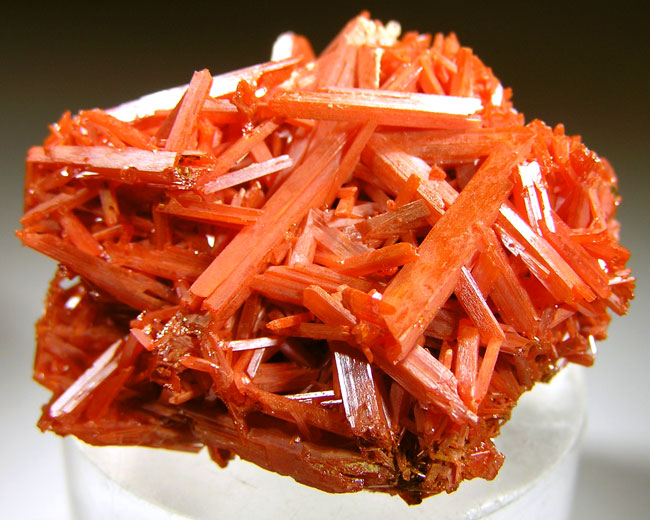
Floare de mină monominerală din crocoit (cromat de plumb, PbCrO_{4}), Australia.

O floare de mină este un eșantion format din unul sau mai multe minerale, recoltat din subteran, caracterizat prin culori, forme și dimensiuni cu valoare estetică. Mineralele pot fi, de exemplu, stibnit (stibină), galenă, baritină, cuarț etc.
În România recoltarea și comercializarea florilor de mină este supusă reglementărilor. Florile de mină au același statut juridic cu fosilele.

## Flori de mină din România
Exemple de flori de mină din România:
| Imagine | Componente                                                                    | Mina          |
| ------- | ----------------------------------------------------------------------------- | ------------- |
|         | silvanit (minereu de aur și argint)                                           | Baia de Arieș |
|         | stibnit (antimonit sau stibină)                                               | Baia Sprie    |
|         | cuarț și blendă                                                               | Baia Sprie    |
|         | hessit (telurură de argint)                                                   | Botești       |
|         | rodocrozit și cuarț                                                           | Cavnic        |
|         | kutnahorit (carbonat de calciu și magneziu), calcopirită, cuarț și rodocrozit | Cavnic        |
|         | cuarț, pirită și calcopirită                                                  | Cavnic        |
|         | realgar inclus în baritină                                                    | Cavnic        |
|         | calcit                                                                        | Cavnic        |
|         | aur, calcit și arsenic                                                        | Cavnic        |
|         | hematit                                                                       | Dognecea      |
|         | aur                                                                           | Roșia Montana |
|         | aur, cuarț                                                                    | Roșia Montana |
|         | galenă, cuarț, blendă                                                         | Rușchița      |
|         | nagyagit ( Pb5Au(Te,Sb)4S5-8 )                                                | Săcărâmb      |
|         | nagyagit                                                                      | Săcărâmb      |
|         | cuarț                                                                         | Vălișoara     |